# カウンターカルチャー
カウンターカルチャー（英: counterculture）、対抗文化（たいこうぶんか）とはサブカルチャー（下位文化）の一部であり、その価値観や行動規範が主流社会の文化（メインカルチャー/ハイカルチャー）とは大きく異なり、しばしば主流の文化的慣習に反する文化のこと。カウンターカルチャーは、メインカルチャーに取って代わる可能性を内包している（英語版：オルタナティブ・カルチャー）。ベトナム反戦運動や性革命は、代表的なカウンターカルチャーだった。カウンターカルチャー運動は若者文化を創造し、1960年後半から1970年代前半に西側諸国で劇的な社会変革を引き起こした。カウンター・カルチャーと若者の反乱はアメリカだけでなく、イギリスの「スウィンギング・ロンドン」、フランスの「パリ五月革命」、日本の学園紛争など、世界のかなりの国々に拡大していった。
ボヘミアン主義（1850-1910）、ビート・ジェネレーション（1950年代が中心）のような小規模なカウンターカルチャーと、1960年代の世界的カウンターカルチャー（1964-1974）がある。1960年代のヒッピーのサブカルチャーに対して、1970年代後半のパンク・サブカルチャーは反感を露わにした。

## 概要
カウンターカルチャーとは、既存の社会の根幹に関わる制度や規範、文化に対して、反発する価値をその存在意義として掲げる集団によって形成される文化である。カウンター・カルチャーの時代には、反戦運動、学生運動、公民権運動、ブラック・パワー、先住民の権利尊重、ウーマン・リブ、同性愛の尊重などの運動が、きわめて活発に行われた。カウンター・カルチャーは、既存の「政治体制」、メイン・カルチャー、商業主義、伝統、古い価値観への対抗文化だった。彼らの提示する新しい社会こそがより良い人生をもたらすという希望を抱いている。カウンターカルチャーを通じて、旧来の体制や保守的文化の問題点が浮き彫りにされた。
ヒッピー文化や、1969年のウッドストック・フェスティバルに代表されるような、1960年代のアメリカで隆盛をきわめた若者文化にその代表例を見る意見が広く一般化している。しかし、50年代や70年代以降にもカウンターカルチャーは存在したとされる。また、当時のベトナム戦争、文化大革命、公民権運動もカウンターカルチャーに大きな影響を与えた。
アンダーグラウンド・カルチャーとの関係
カウンターカルチャー・ムーブメントに後押しされて、いくつものアンダーグラウンド文化が開拓された。カウンターカルチャーとアンダーグラウンド・カルチャーの違いは、どちらも主流（メインストリーム）の文化や体制に対抗するが、カウンターカルチャーは実際に対抗勢力や新たな体制になりうる価値を持ち社会全体を巻き込むレベルとなるのに対し、アンダーグラウンドは常にメインストリームにはなり得ず一部のコアな層に支持されるサブカルチャーのレベルに止まることである。メインストリームになった時点で新たな体制の一部となり、もはやアンダーグラウンドではなくなる傾向がある。

## 1960年代のカウンターカルチャー
1960年代のアメリカやヨーロッパを起点として、西側社会（主に資本主義システム）、旧来のキリスト教社会（同性愛の禁止、中絶の禁止、カソリックの場合、離婚の禁止）に対する文化的な対抗、権威主義（戦争、徴兵制、国家主義、警察の暴力）や保守主義（人種差別、同性愛者差別など）、エスタブリッシュメント（支配層）、政治家、資本家・大企業（商業主義、搾取、自然破壊）への反発などの抵抗は、ヒッピーなどの若者を中心にした、カウンターカルチャーとして発展した。彼らが唱えた価値観は、文化の多様性、ヒッピームーブメント、平等、性革命/自由恋愛/フリー・セックス、マイノリティの尊重、ウーマン・リブ、ゲイの人権尊重（LGBT、性的マイノリティ）の受容、ドラッグの合法化、自然との調和・エコロジーなどである。
人種差別や女性差別、ゲイなど性的マイノリティ差別は、60年代のカウンターカルチャームーブメントによって否定され、人権状況は大きく改善された。また、旧来のキリスト教による婚前交渉や離婚の禁止など厳格な性の規範は弱まり、自由な恋愛が肯定されるようになった。しかし、ドラッグの使用は中毒などの危険性もあり、メインストリームにはなり得ず、今でも反社会的と見なされている。言論の自由も先進国の憲法では保障されているが、猥褻な写真・画像・映像などは21世紀になってもタブーとされる傾向がある。
カウンターカルチャー運動は、ポピュラー音楽や映画、現代美術にも影響を及ぼした。当時のアメリカ社会におけるカウンターカルチャーの旗手としては、ティモシー・リアリー、ラルフ・ネーダー、ジョン・レノン、ニール・ヤング、グレイトフル・デッド、ローリング・ストーンズ、フランク・ザッパやヴェルヴェット・アンダーグラウンドなどがあげられる。ジョン・レノンはベトナム反戦運動や、ジョン・シンクレア解放運動などに関わった。イギリスではビートルズ、ローリング・ストーンズ、ザ・フー、マリー・クヮント、ビダル・サスーン、ツイッギーらのスウィンギング・ロンドン（英語圏では「スウィンギング60s」と呼ぶ）が盛り上がった。
1969年のウッドストック・フェスティヴァルには、30組以上のロック・ミュージシャンなどが出演し、入場者は40万人以上集まり、フリーラブ＆ピースそしてドラッグなど当時のカウンターカルチャーを反映した。また、1997年にはカウンターカルチャーの殿堂が設立され、アレン・ギンズバーグらだけでなく、ボブ・マーリィやピーター・トッシュ、チーチ＆チョンまでが殿堂入りしている。
その後カウンターカルチャー世代の「一部」は社会の中枢を担い、若者にとって60s世代の「カウンターカルチャー」は体制派となった。アメリカではカウンターカルチャーイデオロギーの流入で大学英文科の人気は凋落したという。
いっぽう、若者の左派運動は続いており、アメリカのミレニアル世代やZ世代で社会主義や反戦を目指す傾向もみられるようになった。
2024年には、1972年にジョン・レノンとオノ・ヨーコがマイク・ダグラス・ショーに出演した際のドキュメンタリーが制作され、日米で放送された。
関連する社会運動
- ベトナム反戦運動
- スチューデント・パワー運動
- 公民権運動
- ブラック・パワー運動
- 性革命
- アメリカインディアン運動
- ゲイ解放運動
- ウーマンリブ

ロック・フェスティバル
- モンタレー・ポップ・フェスティバル
- ウッドストック

音楽
- ウイ・シャル・オーバーカム - ピート・シーガー
- 風に吹かれて  - ボブ・ディラン
- ギブ・ピース・ア・チャンス  - ジョン・レノン
- ハッピー・クリスマス  - ジョン・レノン
- パワー・トゥ・ザ・ピープル  - ジョン・レノン
- 孤独の旅路（Heart of Gold） - ニール・ヤング

映画
- 俺たちに明日はない
- イージー・ライダー
- いちご白書
- モンタレー・ポップ・フェスティバル
- ウッドストック・フェスティバル

雑誌
- ローリング・ストーン
- ヴィレッジ・ヴォイス
- 月刊プレイボーイ
- OSマガジン

## 日本のカウンターカルチャー
歌声喫茶やうたごえ運動などの、旧来の健全で保守的な左派に対する反発が、新左翼、ヒッピーなどのカウンターカルチャーに結びついた側面もある。例えばジャズ喫茶は1960年代のカウンターカルチャーの拠点にもなった。日本のカウンターカルチャーを象徴したものとしては寺山修司の天井桟敷を中心としたアングラ演劇や、反戦フォーク、ロック、70年安保反対のデモなどがあった。

## 主なカウンターカルチャーの人物、グループ
- モハメド・アリ（プロボクサー、良心的兵役拒否）
- ジョーン・バエズ（フォークミュージシャン、活動家）
- スチュワート・ブランド（環境主義者、作者）
- レニー・ブルース（コメディアン、社会評論家）
- ウィリアム・バロウズ（ビートニク、作家）
- ジョージ・カーリン（コメディアン、社会評論家）
- レイチェル・カーソン（作家、環境主義者）
- ニール・キャサディ（メリー・プランクスターズ、文学的インスピレーション）
- ピーター・コヨーテ（俳優）
- ジェームズ・クーネン（作家、いちご白書）
- ロバート・クラム（地下漫画家）
- アンジェラ・デイビス（ブラック・パワー活動家、学者）
- ボブ・ディラン（フォーク・ミュージシャン）
- ダニエル・エルズバーグ[16]（経済学博士、平和運動家、ペンタゴン文書暴露）
- ジェーン・フォンダ（女優、活動家）
- ピーター・フォンダ（俳優、映画監督）
- ジェリー・ガルシア（ヒッピー、ロック・ミュージシャン）
- アレン・ギンズバーグ（ビートニク詩人、活動家）
- チェ・ゲバラ（革命家）
- トム・ヘイドン（ベトナム反戦運動家）[17]
- ヒュー・ヘフナー（出版人、プレイボーイ誌発行人）
- ジミ・ヘンドリックス（ロック・ミュージシャン）
- アビー・ホフマン（イッピー、反戦活動家、作家）
- デニス・ホッパー（俳優、映画監督）
- ミック・ジャガー（ロック・ミュージシャン）
- ジャニス・ジョプリン（ロック・ミュージシャン）
- ジェック・ケルアック（ビートニク作家）
- ケン・キージー（作家、メリー・プランクスターズ）
- ウィリアム・クンスラー（弁護士、活動家）
- マーク・ラッド（コロンビア大学闘争指導者）
- ティモシー・リアリー（教授、LSD擁護者）
- ジョン・レノン/オノ・ヨーコ（ミュージシャン、アーティスト、活動家）
- マルコムX（黒人解放運動家、宗教家）
- ユージン・マッカーシー（反戦政治家）
- ジョージ・マクガヴァン（反戦政治家、民主党大統領候補）
- ジム・モリソン（歌手、ソングライター、詩人）
- ラルフ・ネーダー（消費者運動、活動家、後に大統領選挙出馬）
- ジャック・ニコルソン（脚本家、俳優）
- ヒューイ・ニュートン（ブラック・パワー活動家）
- リチャード・プライアー（コメディアン、社会評論家）
- マリー・クヮント（デザイナー、ミニスカート）
- ジェリー・ルービン（イッピー、ベトナム反戦活動家）
- マリオ・サビオ（フリースピーカー/学生運動家）
- ボビー・シール（ブラック・パワー活動家、学者）
- ピート・シーガー（ミュージシャン、活動家）
- ジョン・シンクレア（詩人、活動家）
- ゲイリースナイダー（詩人、作家、環境主義者）
- ツイッギー（モデル、ミニスカート）
- ハンター・S・.トンプソン（ジャーナリスト、ライター）
- ニール・ヤング（ミュージシャン、活動家）
- 岡林信康（歌手）
- 寺山修司（劇作家、歌人）
- 若松孝二（映画監督）
- 大島渚（映画監督）
- 横尾忠則（グラフィックデザイナー、画家）
- 頭脳警察（音楽グループ）